# رابه (شهرستان لسکو)
رابه (به لهستانی:  Rabe) یک منطقهٔ مسکونی در لهستان است که در گمینا بالیگرود واقع شده‌است. رابه ۳۳۳ نفر جمعیت دارد.